# Museo de Antigüedades de Vilna

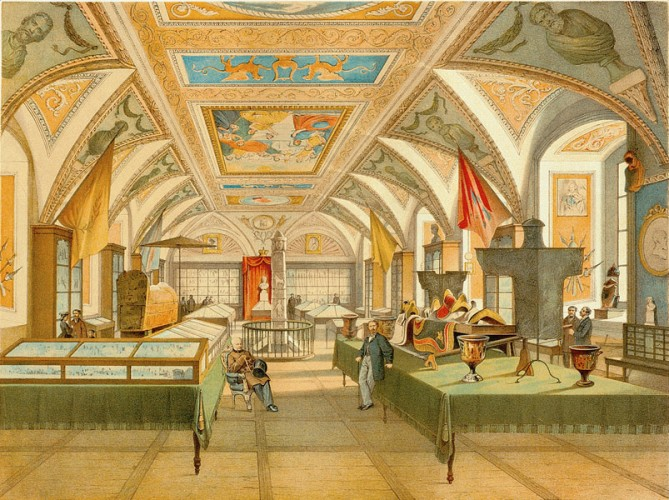
Sala principal del Museo de Antigüedades (de un álbum publicado por Jan Kazimierz Wilczyński en 1863). El fundador Eustachy Tyszkiewicz se sienta a la izquierda. Una copia del ídolo del Zbruch está en el medio.

El Museo de Antigüedades ( en lituano: Senienų muziejus, en polaco: Muzeum Starożytności ) en Vilna (Vilna, Wilno) fue un museo de arqueología e historia establecido por el Conde Eustachy Tyszkiewicz en 1855 en las instalaciones de la cerrada Universidad de Vilna.  Fue el primer museo público en el antiguo Gran Ducado de Lituania y se considera un antecesor del Museo Nacional de Lituania, a pesar de que solo unos pocos artículos del Museo de Antigüedades terminaron en el Museo Nacional.  Junto con la Comisión Arqueológica que funcionó como una sociedad académica de facto, el museo fue la institución cultural y científica más prominente de toda Lituania y exhibió muchos elementos históricos que recordaban el antiguo Gran Ducado, cuando Lituania formaba parte del Imperio ruso. Las colecciones del museo crecieron rápidamente hasta más de 67,000 artículos en 1865 al recoger grandes colecciones de minerales y muestras zoológicas de la cerrada Universidad de Vilna, bibliotecas de varias iglesias y monasterios católicos cerrados y varias donaciones de nobles locales. 
El museo fue nacionalizado y reorganizado después del fallido Levantamiento de 1863, trasladando casi todos los artículos relacionados con la antigua Mancomunidad polaco-lituana al Museo Rumyantsev en Moscú. Se convirtió en una sección de la recién establecida Biblioteca Pública de Vilna.  La biblioteca y el museo reformados sirvieron para respaldar las políticas oficiales de rusificación y mostraban muchos artículos relacionados con el Imperio ruso y la Iglesia ortodoxa oriental.  Después de perder el último centro cultural significativo que sostuvo la cultura del antiguo Gran Ducado de Lituania, Vilnia se estaba convirtiendo en una ciudad provincial rusa y estaba perdiendo su papel principal en la vida cultural polaco-lituana. El museo continuó funcionando hasta la Primera Guerra Mundial, cuando sus posesiones más importantes fueron evacuadas al Museo Rumyantsev.  Varios museos, como el Museo Nacional de Lituania, el Museo de Arte Lituano y los Museos de Geología y Zoología de la Universidad de Vilna, conservan los pocos artículos que permanecieron en Vilna y no se perdieron durante la guerra. 

## Historia

### 1855-1864: centro de la cultura polaca.
| Año | Visitantes | Visitantes | Visitantes | Donantes |
| Año | Total      | Hombres    | Mujer      | Donantes |
| --- | ---------- | ---------- | ---------- | -------- |
| 1856 (desde abril) | 7,151      |            |            | ?        |
| 1857 | 11,800     | 8,559      | 3,241      | ?        |
| 1858 * | 4,031      | 2,940      | 1,091      | 195      |
| 1859 | 7,470      | 5,218      | 2,252      | 179      |
| 1860 | 9,048      | 6,647      | 2,401      | 293      |
| 1861 | 6,151      | 4,790      | 1,361      | 259      |
| 1862 | 10,360     | 8,140      | 2,220      | 323      |
| 1863 | 6,884      | 5,395      | 1,489      | 166      |
| 1864 | 7,482      | 6,054      | 1,428      | 136      |
| Total | 70,377     | 47.743     | 15,483     | 1,551    |
| * Nota: En 1858 faltan datos de visitantes durante cuatro meses de verano. A modo de comparación: la población de Vilna era de unos 50.000. |            |            |            |          |

Eustachy Tyszkiewicz, un ávido coleccionista y arqueólogo, decidió establecer un museo de historia después de su viaje a los países escandinavos en 1843. Abrió un gabinete de antigüedades al público en su propia casa en Antakalnis en 1846.   En febrero de 1848, Tyszkiewicz solicitó al gobierno que propusiera establecer un museo provincial y que buscase locales y fondos. Propuso un museo con cuatro secciones principales que se centrarían tanto en la historia como en el progreso: la naturaleza (minerales, plantas, animales), la antigüedad (objetos arqueológicos, monedas, medallas, objetos de arte), la biblioteca (publicaciones, manuscritos, grabados) y economía (agricultura, maquetas, artículos para el hogar). Este plan fue rechazado. En 1851, Tyszkiewicz prometió donar su colección si el gobierno aprobaba el museo.  Esta vez, la propuesta fue recibida más favorablemente, pero el zar Nicolás I de Rusia exigió planes y preparativos detallados. Después de largos retrasos burocráticos (por ejemplo, la negativa de Tyszkiewicz a proporcionar un inventario detallado de la colección que prometió donar o largas discusiones entre el Ministerio de Educación Nacional y el Ministerio del Interior sobre cómo manejar los archivos de iglesias y monasterios católicos cerrados),  el nuevo Zar Alejandro II de Rusia aprobó el museo y la Comisión Arqueológica Provisional de Vilna el museo abrió sus puertas con una gran ceremonia el 29 de abril de 1856, fecha de nacimiento del zar Alejandro II. 
El museo abrió con un enfoque mucho más estrecho en historia y arqueología que el planeado originalmente por Tyszkiewicz. El museo se instaló en la antigua Universidad de Vilna (cerrada en 1831), en el actual Salón de Pranciškus Smuglevičius (Franciszek Smuglewicz) de la Biblioteca de la Universidad de Vilna.  Smuglewicz restauró la antigua sala de asambleas con cuidado de limpiar y renovar pinturas y frescos. El museo se expandió al segundo piso (antigua biblioteca jesuita) y al tercero (ex gabinete de mineralogía de la universidad) en 1856–1857. El segundo piso estaba unido a una biblioteca y un museo ornitológico.  El tercer piso heredó más de 10,000 minerales y artículos relacionados de la antigua universidad y se convirtió en un museo de mineralogía e historia natural. Aunque la sección de historia natural era grande, nunca se convirtió en el foco del museo. El museo aumentó rápidamente sus colecciones.  Los artículos fueron donados por entusiastas de la historia, varias sociedades y organizaciones.  El museo registró 195 donantes en 1858 y 323 donantes en 1862. La colección creció de 6,000 artículos iniciales donados por Eustachy Tyszkiewicz a más de 67,000 artículos en 1865.
En 1858–1862, Jan Kazimierz Wilczyński imprimió un álbum titulado: Musée Archéologique de Wilno ilustrando algunas de las posesiones del museo: el cetro y sello de la Universidad de Vilna, retratos de Grandes duques de Lituania, medallas, artefactos arqueológicos. En septiembre de 1858, el zar Alejandro II visitó el museo, que incluso acordó designar a su presunto heredero, Tsesarevich Nicholas Alexandrovich, como guardián y benefactor del museo y de la Comisión Arqueológica Provisional. Fue financiado a través de cargos de admisión, cuotas de membresía y donaciones. Solo en 1861, el gobierno asignó una suma anual de 1,000 rublos al museo. El museo también organizó conferencias y cursos (246 en 1859 y 480 en 1862). En 1862, el museo organizó una exposición especial de artículos de Egipto, China y Japón, en su mayoría donados por oficiales de la Armada Imperial de Rusia. La exposición estuvo abierta durante aproximadamente un mes (del 25 de marzo al domingo de Pascua).

### 1865–1915: centro de la rusificación.

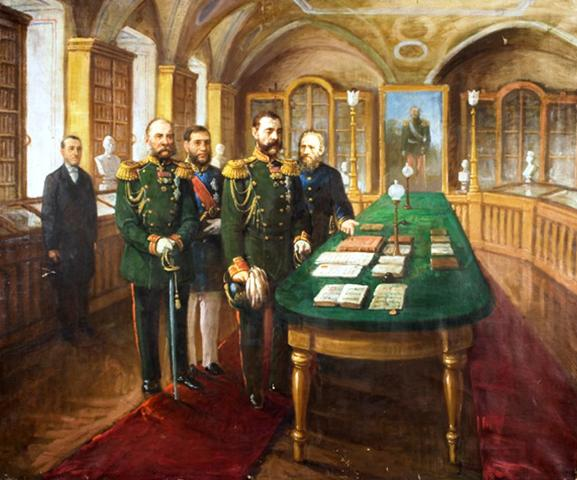
El zar Alejandro II visita la Biblioteca Pública de Vilna en 1867 (pintura de Ivan Trutnev)

Después del levantamiento fallido de 1863, el régimen zarista promulgó estrictas políticas de rusificación. Ya en noviembre de 1863, el gobernador general Mikhail Muravyov-Vilensky ordenó construir una escultura del rey Władysław II Jagiełło en Jadwiga por el escultor Tomasz Oskar Sosnowski pero fue retirada, ya que inspiraba el patriotismo polaco. En febrero de 1865, Muravyov organizó una comisión para reorganizar el museo que incluía al general Arkady Dmitrievich Stolypin.  La comisión buscó desacreditar el museo y criticó objetos sentimentales relacionados con el nacionalismo polaco y romántico, a menudo ridiculizando su dudoso valor y autenticidad.  Muchas de las pertenencias del museo, incluso remotamente relacionadas con la antigua Mancomunidad Polaca-Lituana, fueron llevadas al Museo Rumyantsev en Moscú. Por ejemplo, se eliminó el busto de Thomas Jefferson por temor a que se le asociara con Tadeusz Kościuszko o a ideas democráticas liberales. Según los protocolos oficiales, la comisión eliminó solo 256 objetos, pero muchos más se trasladaron a Moscú, de manera que se estima en un total de 10,000 artículos con tal vez hasta 6,029 artículos numismáticos. Los modelos de fortificaciones fueron trasladados a la Escuela Militar de Vilna. También hubo informes de robos y vandalismo mientras el museo estaba cerrado. Los robos, en particular de artículos numismáticos, continuaron. En 1902, el museo descubrió la falsificación de libros de inventario y que faltaban más de 300 artículos.

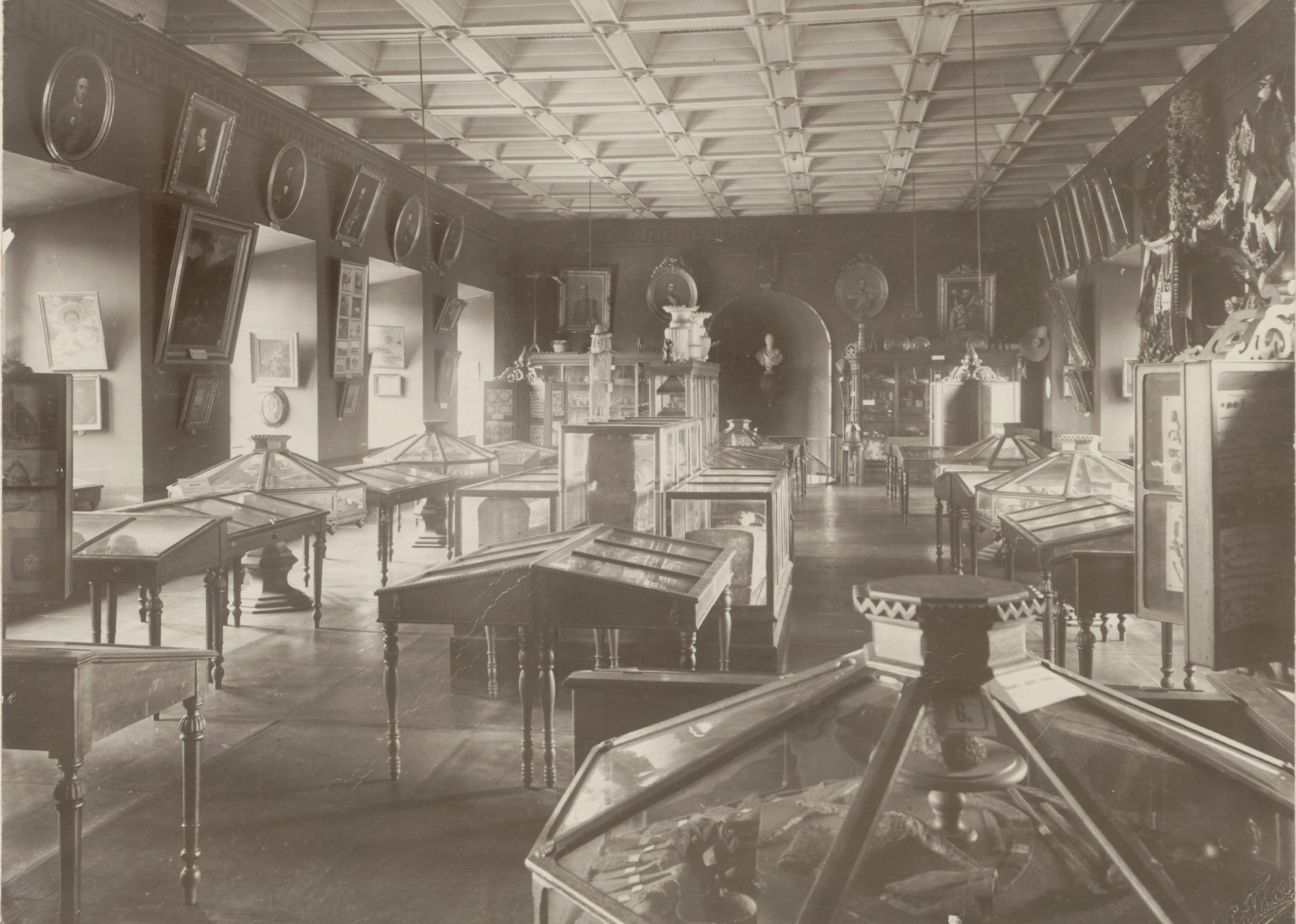
Sala principal del museo alrededor de 1904 con retratos de zares rusos en la pared opuesta, retratos de funcionarios rusos a la izquierda y momias egipcias en el centro.

El museo fue nacionalizado y la Comisión Arqueológica Provisional fue disuelta.  La biblioteca del museo se convirtió en la Biblioteca Pública de Vilna y el museo se adjuntó a ella. La sala principal (el actual Salón de Pranciškus Smuglevičius) fue incluida en la biblioteca mientras el museo se trasladó al tercer piso. La sala principal fue redecorada: el pintor Vasily Gryaznov reemplazó los murales neoclásicos de Smuglewicz con una decoración neobizantina. Se retiraron tres pinturas del techo que se perdieron; el interior de Smuglewicz fue restaurado por Jerzy Hoppen en 1929. La biblioteca se inauguró oficialmente el 24 de mayo de 1867 en una ceremonia a la que asistió el zar Alejandro II. El nuevo museo sirvió para apoyar y promover las políticas oficiales de rusificación. Ahora incluía una serie de artículos eslavos, por ejemplo retratos de funcionarios rusos o artículos relacionados con la Iglesia ortodoxa oriental. El museo reorganizado perdió el apoyo de la población local; El museo continuó recibiendo contribuciones, pero en su mayoría eran monedas o artículos pequeños. El museo era visitado en su mayoría por escolares y soldados durante viajes obligatorios. Fue visitado por 9,514 personas en 1905 y por 12,180 personas en 1907. El interés por coleccionar artículos relacionados con la historia polaco-lituana no disminuyó; en cambio, se convirtió en una forma de resistencia pasiva y una expresión de orgullo nacional. Algunas instituciones, como Ossolineum en Wroclaw o el Museo Polaco en Rapperswil, se establecieron fuera del Imperio ruso. Como estos nuevos centros culturales estaban lejos de Lituania esto contribuyó a que Vilna perdiera su papel principal en la vida cultural polaco-lituana.
En general, la nueva biblioteca y el museo sufrieron una escasez crónica de locales, personal calificado y fondos.  El museo mostró poco interés en el estudio de la historia o la arqueología hasta que el arqueólogo Fiodoras Pokrovskis se convirtió en el director del museo en 1884. Estudió los túmulos, publicó una guía del museo con algunas fotografías en 1892 y ayudó a organizar el 9º congreso de la Moscow Archaeological Society en Vilna en 1893.  Debido a su insistencia, la Sociedad Imperial Arqueológica Rusa comenzó a enviar al museo monedas acumuladas en el Krai del Noroeste (un total de 46 colecciones fueron adquiridas durante su mandato). Después de la Revolución rusa de 1905, las políticas de rusificación se relajaron y varias sociedades pudieron funcionar abiertamente.  La Sociedad Polaca de Amigos de la Ciencia y la Sociedad Científica Lituana estaban particularmente interesadas en la historia. El museo publicó dos catálogos de sus existencias (sección de ciencias naturales en 1905 y sección de historia en 1906), así como nueve volúmenes de informes sobre sus actividades en 1902–1914. En 1907–1908, también intentó recuperar las exhibiciones eliminadas de Moscú. Durante la Primera Guerra Mundial, fueron transportados muchos más artículos a Rusia y el museo dejó de funcionar cuando la ciudad fue ocupada por los alemanes. En 1915, 36 bolsas y 23 cajas de materiales se trasladaron al Museo Rumyantsev.  La descripción de estos artículos, mencionada brevemente, consistía en una colección numismática, telas, cruces antiguas, armas y manuscritos. Muchos otros artículos fueron saqueados. En particular, los objetos perdidos incluyen artefactos arqueológicos de bronce y monedas de plata.

## Comisiones arqueológicas y arqueográficas

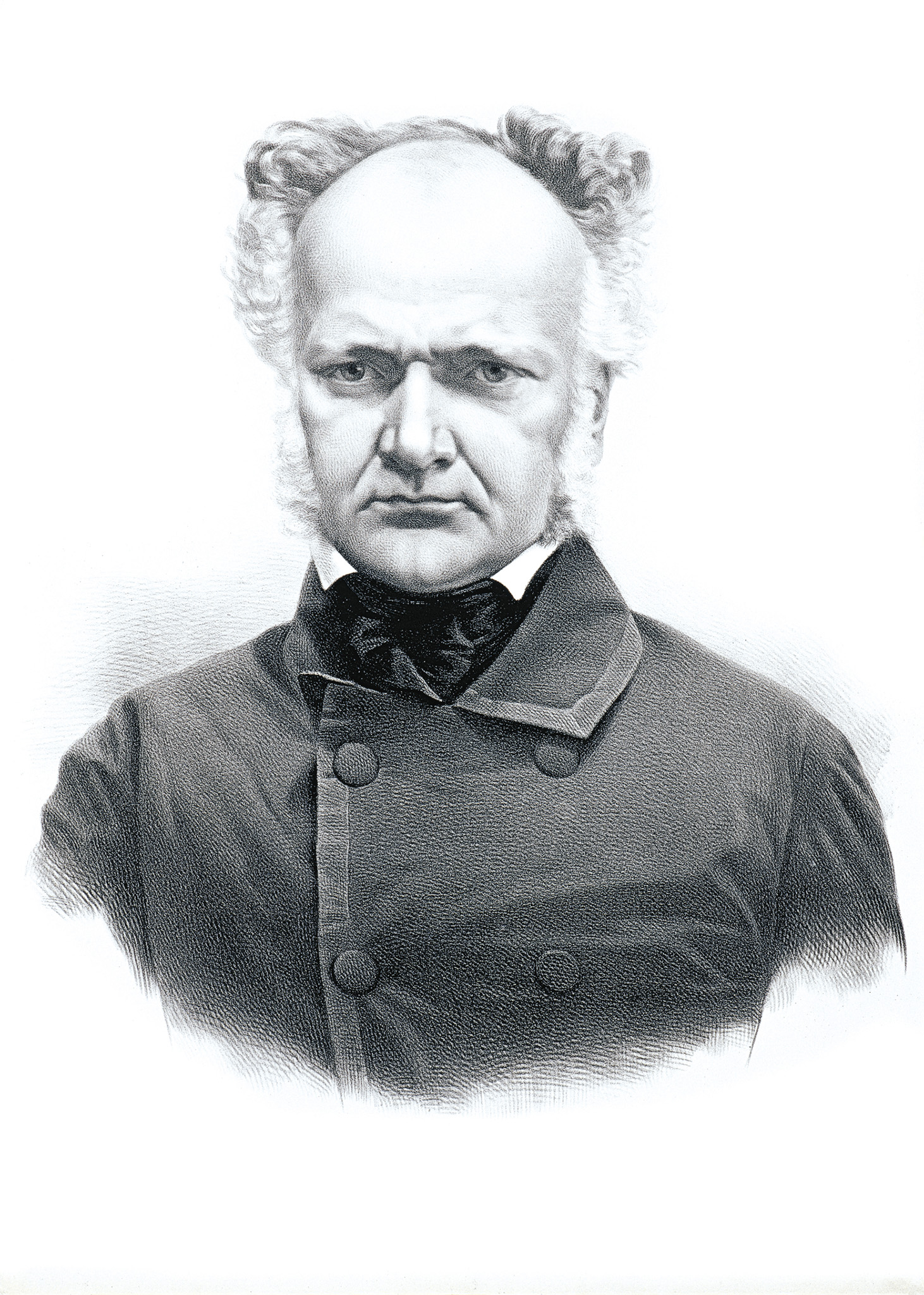
Eustachy Tyszkiewicz, fundador del museo y presidente de la Comisión Arqueológica Provisional

La Comisión Arqueológica Provisional, establecida al mismo tiempo que el museo, estaba a cargo del museo y su mantenimiento también.  Inicialmente se estableció como un grupo temporal o provisional, pero rápidamente se convirtió en una sociedad académica muy respetada y en una parte integral del museo. Estuvo presidida por Eustachy Tyszkiewicz; informaba formalmente al Governador General de Vilna quien aprobaba su personal, membresía y presupuesto. La comisión creció de 15 miembros verdaderos a 75 miembros verdaderos. Los miembros se dividían en cuatro categorías: miembros verdaderos, compañeros, de apoyo y honorarios. En total, tenía unos 200 miembros, incluidos los historiadores Józef Ignacy Kraszewski, Władysław Syrokomla, Teodor Narbut, y Adomas Pliateris. Los miembros lituanos eran Laurynas Ivinskis, Mikalojus Akelaitis y el obispo Motiejus Valančius. Los miembros escribieron y presentaron trabajos sobre arqueología e historia.  La comisión celebró reuniones mensuales y organizó excavaciones arqueológicas, excursiones a través de Lituania y publicaciones. Publicó dos volúmenes de Pamiętniki Komisji Archeologicznej Wileńskiej (Notas de la Comisión Arqueológica de Vilna) y una colección de actos reales y privilegios de 1387 a 1711 compilados por Ignacy Daniłowicz. Se prepararon y planearon más volúmenes, pero no se publicaron. La comisión tenía objetivos ambiciosos para establecer un protocolo adecuado para las excavaciones arqueológicas, compilar un catálogo de monumentos arqueológicos y arquitectónicos en Lituania, recopilar información sobre personajes famosos y archivos antiguos, bibliotecas y colecciones. En 1858, la comisión solicitó que se reorganizara oficialmente en una sociedad de estudios que tendría cuatro secciones (arqueología, arqueografía, ciencias naturales y estadística-economía), pero el proyecto no fue aprobado.
Después del Levantamiento de 1863 , la comisión fue cerrada y reemplazada por la Comisión Arqueográfica de Vilna patrocinada por el gobierno (siguiendo el ejemplo de la Comisión Arqueográfica Imperial). Fue presidida por Yakub Holovatsky en 1868–1888, Julian Krachkovsky en 1888–1902, y Flavian Dobryansky en 1902–1913. Ya no estaba a cargo del museo, que estaba subordinado al Vilna educational district. En cambio, la comisión se centró en publicar material histórico que demostraría que Lituania era una antigua tierra ortodoxa rusa y oriental que necesitaba volver a sus raíces (es decir, la posición oficial para justificar diversas políticas de rusificación). La comisión publicó 14 libros y 39 volúmenes de Actas de la Comisión Arqueográfica de Vilna (Акты Виленской археографической комиссии), que publicó fuentes primarias sobre la historia social y económica. Los documentos incluían archivos de tribunales de Vilna, Hrodna, Ukmergė, Upytė, Trakai, Minsk, Slonim (vols. 2–9, 22, 26, 32, 36), magistrados en Vilna y Mogilev (vols. 10, 20, 39, 39), Tribunal de Lituania (vols. 11–13, 15), inventarios de mansiones lituanas (vols. 25, 35, 38), documentos sobre nobleza lituana (vol. 24), Lipka Tatars y judíos lituanos (vols. 28, 29, 31 ), la Iglesia Ortodoxa del Este (vol. 33), la Unión de Brest (vol. 16), la Guerrruso-polaca (1654-1667) y la invasión francesa de Rusia en 1812 (vols. 34, 37). La administración rusa también estableció una comisión arqueológica, un capítulo local de la Sociedad Geográfica Imperial de Rusia, pero estuvo en gran parte inactiva.

## Biblioteca pública de Vilna

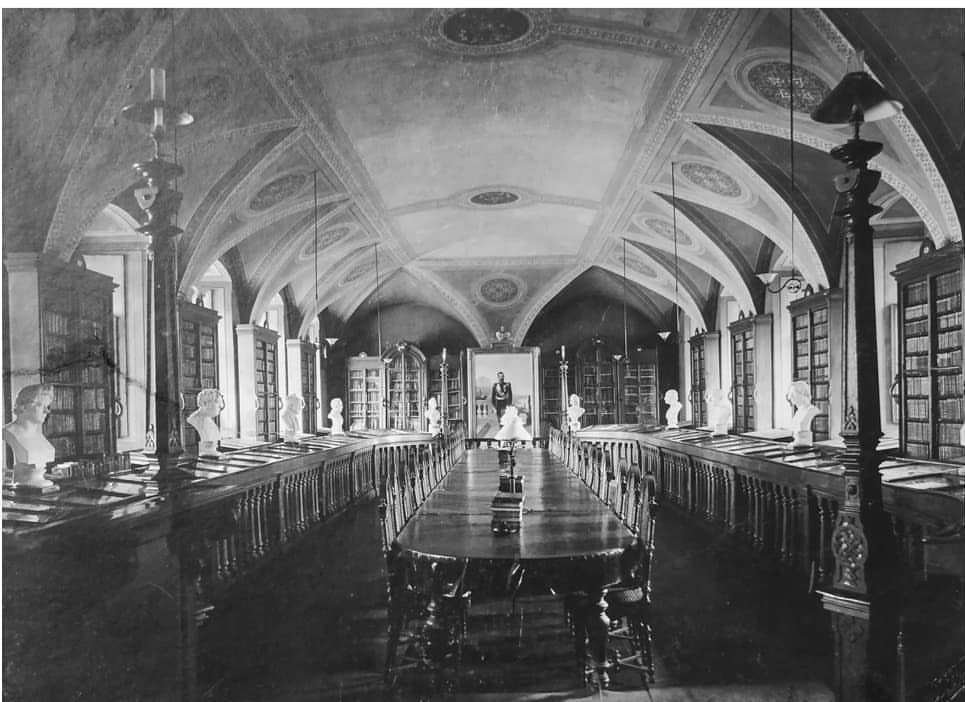
Sala principal de la biblioteca pública de Vilna alrededor de 1904

Aunque el Museo de Antigüedades tenía una gran cantidad de libros y manuscritos, no tenía una biblioteca.  El museo tenía un pequeño gabinete de lectura desde 1859, pero el gobierno se negó a emitir un permiso para una biblioteca completa. Cuando el Museo de Antigüedades fue nacionalizado y reorganizado, el gobierno estableció la Biblioteca Pública de Vilna basándose en las colecciones de libros del museo.  Esta instalación se retrasó unos 30 años después del establecimiento de bibliotecas públicas en otras gobernaciones del Imperio ruso . En ese momento, los planes eran transformar la Biblioteca de la Universidad de Vilna en una biblioteca pública, pero el cierre de la Universidad de Vilna dejó los planes en suspenso. La nueva biblioteca pública era una institución administrada por el gobierno que dependía totalmente del Distrito educativo de Vilna y tenía la misión de convertirse en un puesto de avanzada de la cultura rusa. Muchos de sus empleados eran miembros del clero ortodoxo oriental. El Museo de Antigüedades se convirtió en una sección de la nueva biblioteca.
La prensa lituana fue prohibida con la esperanza de reemplazar el idioma polaco por el ruso en la vida pública.  Según la posición oficial, antes de la Unión de Lublin de 1569, el Gran Ducado de Lituania era un estado ruso con libros y decretos en el idioma rutenio y necesitaba ser devuelto a sus raíces.
La biblioteca contenía algunas publicaciones raras, como un libro de 1476 sobre Tomás de Aquino, libros de oraciones manuscritos en pergaminos, una primera edición del Estatuto de Lituania, actas originales de los Reyes Alejandro I Jagellón, Segismundo I el Antiguo y otros y todo el archivo de la familia Sapieha de Dziarečyn. En 1904, la biblioteca comenzó a recibir la copia obligatoria de los libros y periódicos publicados en las gobernaciones de Vilna, Kaunas, Grodno, Minsk y Mogilev.  También comenzó a publicar informes anuales (en 1902–1910 y 1914) y calendarios en ruso (desde 1904). La biblioteca contenía 283,669 volúmenes (115,533 en ruso y 168,166 en otros idiomas) en 1913 y cerca de 310,000 volúmenes en 1915. Eso la convirtió en la cuarta biblioteca más grande del Imperio ruso. En total, en 1867–1910, la biblioteca fue visitada por 348,731 lectores (298,444 hombres y 50,287 mujeres) que tomaron prestadas 465,012 publicaciones (438,343 en ruso y 26,669 en otros idiomas).
La biblioteca dejó de funcionar durante la Primera Guerra Mundial cuando Vilna fue ocupada por los alemanes en el verano de 1915.  Muchos de los libros y manuscritos fueron trasladados a Rusia o saqueados. En diciembre de 1918, las autoridades alemanas entregaron la biblioteca cerrada a los lituanos.  Durante la corta vida de la SSR de Lituania  Eduards Volters fue nombrado director de la biblioteca. La biblioteca reabierta funcionó durante aproximadamente un mes antes de que fuera cerrada por las fuerzas polacas de ocupación.  A veces, esta biblioteca de corta duración se cita como la génesis de la Biblioteca Nacional Martynas Mažvydas de Lituania . Reabrió sus puertas en agosto de 1919 como la biblioteca de la restablecida Universidad de Vilna.

## Colecciones

### Historia local

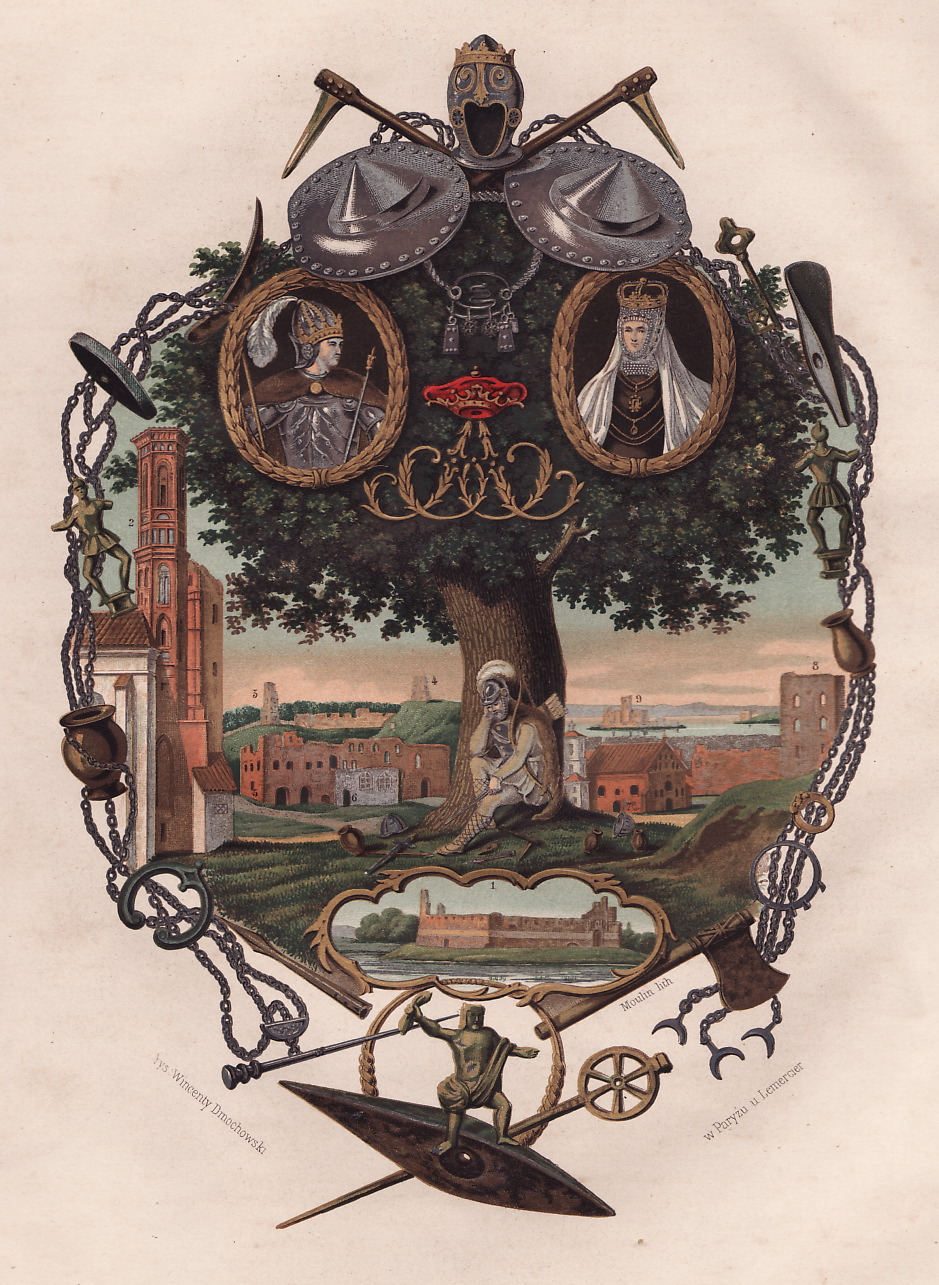
Ilustración de Vincent Dmachoŭski que reflejaba el nacionalismo romántico: retratos del gran duque Vitautas y la reina Bárbara Radziwiłł sobre las ruinas de los castillos medievales y rodeados de hallazgos arqueológicos, incluida la supuesta figurilla de Perkūnas.

La base de la colección inicial fue de unos 6.000 artículos dotados por Eustachy Tyszkiewicz : más de la mitad de los artículos eran libros, mientras que otros artículos eran monedas, medallas, retratos, grabados, objetos históricos. El museo recopiló artículos y archivos de los diversos monasterios católicos cerrados (incluidos unos 7.000 libros del monasterio)  e iglesias, así como la antigua Universidad de Vilna.  Entre las exhibiciones históricas, el museo tenía armas, armaduras, uniformes, banderas de nobles y soldados del antiguo Gran Ducado de Lituania, honores de los Grandes Duques de Lituania, objetos arqueológicos y objetos mitológicos. Tenía aproximadamente 50 retratos de grandes duques lituanos y aproximadamente 60 retratos de nobles lituanos prominentes, entre ellos Jan Karol Chodkiewicz , Piotr Skarga, Szymon Marcin Kossakowski y Adam Mickiewicz.
El museo creció principalmente a partir de donaciones de nobles locales, incluidos miembros de las familias Kossakowski, Ogiński, Radziwiłł y Sapieha. Así, la colección reflejaba los intereses y estados de ánimo de la nobleza lituana. En la correspondencia privada, los fundadores del museo a menudo se referían al museo como el Museo Lituano que reflejaba su carácter patriótico. La colección incluía una serie de artículos relacionados con el Levantamiento de Kościuszko en 1794, la invasión francesa de Rusia en 1812, miembros de la facultad de la cerrada Universidad de Vilna. Algunos de los artículos tenían poco valor histórico y dudosa autenticidad, pero servían al nacionalismo romántico. Por ejemplo, la gorra que Julian Ursyn Niemcewicz llevaba el día de su ejecución, un mechón de pelo de Napoleón, hierba de la tumba del poeta Franciszek Karpiński, un trozo de cortinas de cama del lecho de muerte de Władysław IV Vasa. En un catálogo de 1858, el primer artículo enumerado fue una figura de bronce de Perkūnas, el dios del trueno lituano, encontrado en Kernavë, pero se reveló que era un trozo de un candelabro del siglo XIII de Hildesheim en Alemania. Otras figuras de supuestos dioses lituanos incluían esculturas del dios de la guerra Kovas, la diosa de la sabiduría Praurimė, la diosa del amor Milda, el espíritu de la familia žaltys y la sacerdotisa vaidilutė.
Casi todos los artículos relacionados con la historia polaco-lituana fueron eliminados durante la reorganización en 1865, mientras que otras colecciones (como armas o artículos del Antiguo Egipto ) se dejaron casi intactas. Muchos de los artículos eliminados de Polonia y Lituania fueron reemplazados por artículos relacionados con el Imperio Ruso y la Iglesia ortodoxa del Este. Por ejemplo, artículos en idioma eslavo de la Cancillería para mostrar las raíces rusas a las que los lituanos debían regresar (una posición oficial para justificar la rusificación), una galería de retratos de funcionarios rusos y metropolitanos ortodoxos, el martillo de plata y la pala que el Zar Alejandro II utilizó para abrir ceremoniosamente la construcción del túnel de ferrocarril Paneriai en 1858. Las pinturas de los episodios de la historia de Lituania fueron reemplazadas por pinturas de paisajes.  Incluso según el proyecto de estatuto del museo, los artículos recientemente adquiridos de carácter polaco o católico se intercambiarían con otros museos rusos por artículos "más relevantes". Los esfuerzos de la rusificación se relajaron un poco después de 1904-1905.  Por ejemplo, las exhibiciones relacionadas con el gobernador general Mikhail Muravyov-Vilensky fueron trasladadas a un museo separado ubicado en el actual Palacio Presidencial .

### Numismática y etnografía.
La colección de numismática creció en base a varias donaciones de nobles (por ejemplo, 48 monedas tártaras de la Horda de Oro encontradas en la Gobernación de Kazán ) pero principalmente de la adquisición de colecciones locales de monedas.  Entre 1855 y 1865, el Museo de Antigüedades adquirió 22 colecciones de monedas. En 1865, la gran mayoría de los artículos numismáticos, incluidos todos los tesoros, excepto las seis barras de plata de la moneda larga lituana encontradas en Veliuona, fueron llevados a Moscú.  Entre 1865 y 1915, el museo adquirió 56 colecciones de monedas. Algunas de las monedas fueron llevadas a San Petersburgo en 1885 y a Moscú en 1915. Hoy en día, el Museo Nacional de Lituania está a solo una colección de distancia de las colecciones del Museo de Antigüedades. Las colecciones iban desde monedas romanas y los dirhams árabes hasta las monedas de principios del siglo XIX.  Las mayores acumulaciones en términos de número de monedas incluían 1.345 monedas prusianas y polacas de los siglos XVI al XVII (adquiridas en 1863), 2.630 de monedas variadas del siglo XVII del Sacro Imperio Romano, Países Bajos, etc. (encontradas en Vilna y adquiridas en 1866), 1.599 monedas rusas de plata de los siglos XVI al XVII (encontradas en Vilna, adquiridas en 1890), dos colecciones de 1.261 y 1.370 chelines de Riga en su mayoría del siglo XVII (adquiridos en 1892 y 1897).
El museo reunió varios artículos históricos, arqueológicos y etnográficos relacionados con otras naciones.  En 1863, la colección etnográfica incluyó alrededor de 406 objetos de China, Japón, Egipto y Siberia.  También hubo algunos artículos de los turcos, búlgaros, Hutsuls, esquimales, baskires y buryats. En particular, el museo no reunió muestras de arte popular local lituano, polaco o ruso. A menudo, se trataba de curiosidades y recuerdos de dudosa autenticidad de viajes al extranjero por parte de nobles locales. Muchos de los artículos de China y Japón se reunieron durante un viaje alrededor del mundo en la fragata rusa Askold. Otros artículos exóticos incluyeron cenizas de Pompeya, una diadema griega dorada encontrada en Nikopol, candelabros de cristal de roca que pertenecían a los Arzobispos de París, un abanico de mano regalado por el Emperador de Japón, una lanza aborigen regalada por el virrey de Ceilán. El museo tenía una pequeña selección de artículos del antiguo Egipto cuya base era los 222 artículos donados por Michał Tyszkiewicz en 1862. La colección incluye cinco momias de la dinastía XXI donadas por Aleksander Branicki en 1861, dos momias de niños falsas donadas por Michał Tyszkiewicz en 1862,  y dos momias con sarcófago donadas por Chlodwig, Príncipe de Hohenlohe-Schillingsfürst en 1898. Después de la nacionalización en 1865, el museo exhibió estos artículos extranjeros de manera prominente (por ejemplo, las momias egipcias estaban en el centro de la sala principal, pero esencialmente no recibieron nuevas donaciones con las notables excepciones de dos momias en 1898 y 180 fotografías del sur de Europa y Asia que documentaron el itinerario del viaje oriental de Nicolás II .

### Historia Natural

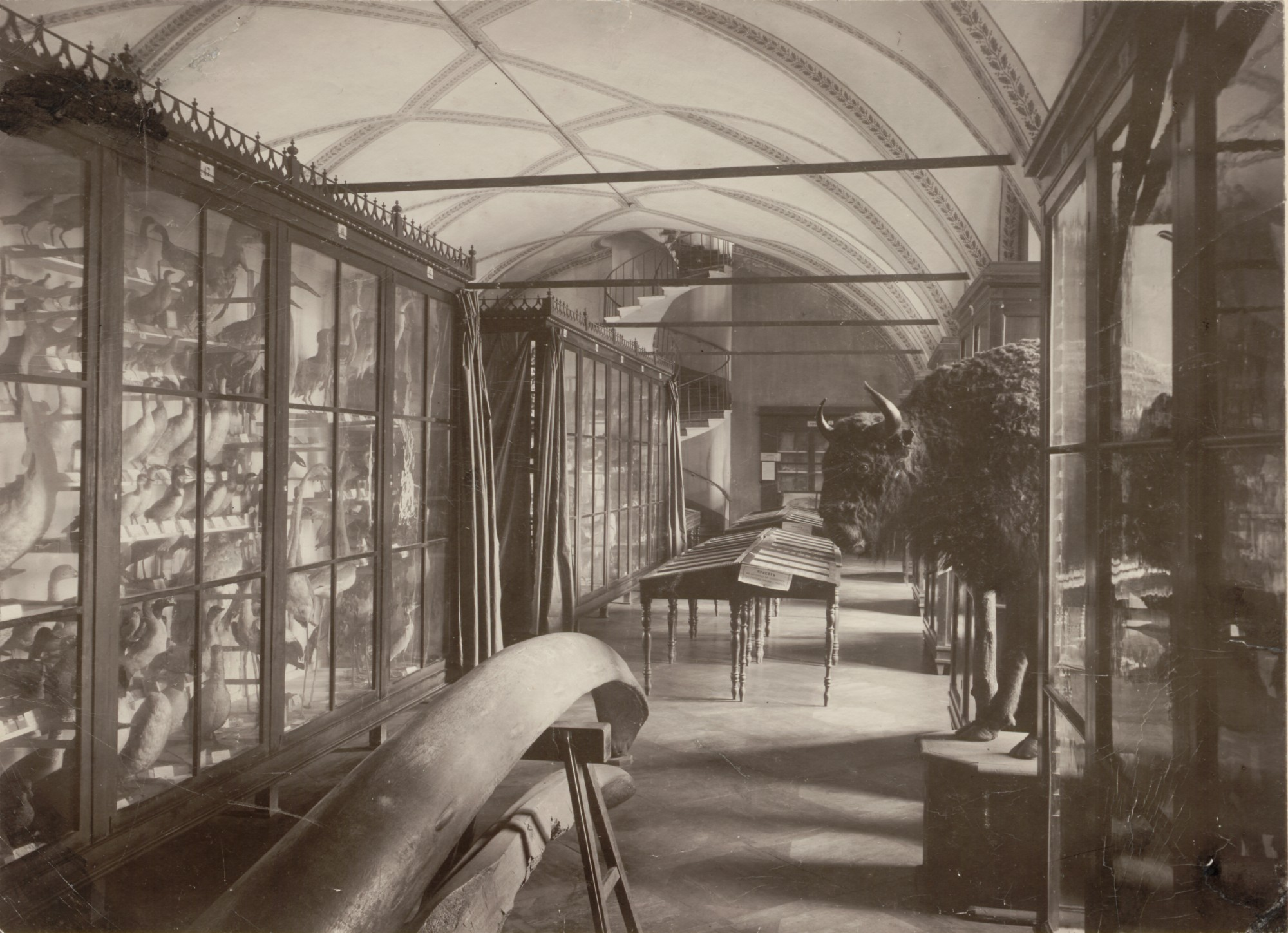
Exposición zoológica alrededor de 1904 con taxidermia del bisonte europeo a la derecha.

En 1827, la Universidad de Vilna tenía aproximadamente 20,800 muestras de minerales con 14,000 muestras duplicadas adicionales utilizadas por los gimnasios. Cuando se cerró la universidad y su sucesor, la Academia de Medicina y Cirugía, una gran parte de la colección se trasladó a la Universidad Real de San Vladimir de Kiev, al Richelieu Lyceum y a otras escuelas.  Sin embargo, unas 10.000 permanecieron en Vilna y fueron trasladados al Museo de Antigüedades en 1857. Las muestras incluyeron piedras preciosas ( pirlopo, berilo, geodas, calcedonia, hematita, ópalo hidrófano), silicatos (arcilla, mica, asbesto, basalto, lava del Vesuvio ), carbón, antracita, grafito, ámbar, metales (oro, pirita, malaquita, magnetita, hematita de Elba dotada por Adam Jerzy Czartoryski, limonita, galena, casiterita, estibina), rocas sedimentarias y volcánicas. El museo tenía tres pares de guantes hechos de asbesto y algodón, regalados por Michał Kleofas Ogiński. Un catálogo de 1905 presentó 1.636 minerales y 72 fósiles, entre ellos el fragmento principal del meteorito de Zabrodje.
Un inventario de 1832 registró cerca de 20,000 artículos zoológicos en la Universidad de Vilna, incluidos los huesos de un mamut (79 huesos y 40 dientes),  artículos recolectados por Georg Forster durante el segundo viaje de James Cook, un hueso de la mandíbula de la cabeza de una ballena probablemente de una colección de Krzysztof Radziwiłł y tres bisontes europeos del Bosque Białowieża. En 1839, la colección incluía 25,331 ejemplares, de los cuales 17,760 eran insectos (incluyendo 8,889 mariposas exóticas compradas por Ludwig Heinrich Bojanus ) y 840 eran aves. Después de que se cerrase la universidad, una gran parte de la colección se trasladó a la universidad de Kiev y otras escuelas. Los restos de la colección fueron heredados por el Museo de Antigüedades. Fue ampliada con una colección ornitológica de Konstanty Tyzenhauz (1,093 aves y 563 huevos), así como la donación de conchas de moluscos del Lago Baikal en 1858 y 1,324 conchas marinas en 1860–1861. La colección tenía 16,294 artículos en 1855. Después de la nacionalización del museo en 1865, algunos artículos se trasladaron a otras instituciones y el resto recibió menos atención y otros artículos se perdieron. En 1906, la colección contaba con 2,319 artículos (sin contar los insectos).

### Destino de las exposiciones
| Categoría    | Artículos | Categoría        | Artículos |
| ------------ | --------- | ---------------- | --------- |
| Arqueología  | 3,818     | Art º            | 3,948     |
| Numismática  | 8,110     | Libros           | 19,700    |
| Sigilografía | 487       | Manuscritos      | 2,638     |
| Etnografía   | 408       | Historia Natural | 27.794    |
| Otro         | 300       |                  |           |
| Total        | 67,203    | 67,203           | 67,203    |

Una gran parte de las colecciones de los museos se llevaron al Museo Rumyantsev en Moscú en 1865 y 1915. A partir de ahí, los artículos fueron trasladados al Museo Pushkin y al Museo Histórico del Estado. Los artículos restantes en Vilna fueron utilizados por varios museos. En 1919, Jonas Basanavičius, Pulius Galaunė y otros intentaron establecer un Museo de Historia-Etnografía en la antigua iglesia basiliana y el monasterio de la Santísima Trinidad. El plan fracasó después de que la ciudad fuera capturada por Polonia en 1920 y los elementos se trasladaron a la Universidad de Vilna restablecida (entonces conocida como Universidad Stefan Batory). En 1940, todas las colecciones de los museos fueron transferidas a la Academia de Ciencias de Lituania.  Después de la Segunda Guerra Mundial, el Museo de Historia y Etnografía fue establecido en 1952. Después del restablecimiento de la independencia en 1990, el museo se reorganizó en el Museo Nacional de Lituania.
Se estima que el Museo Nacional de Lituania heredó solo unos 1,000 artículos del Museo de Antigüedades. Sin embargo, algunas de las exposiciones del antiguo museo se conservan en otras instituciones lituanas. Por ejemplo, al menos catorce retratos del museo están actualmente en manos del Museo de Arte de Lituania, incluido el del Zar Nicolás I, Mikhail Muravyov-Vilensky por Nikolai Tikhobrazov , Dmitry Bludov por Ivan Trutnev, Pompey Batiushkov por Nikolay Koshelev, dos retratos de Metropolitano Iosif (Semashko), antes y después de su conversión de los viejos creyentes a la ortodoxia oriental, atribuido a Konstantin Makovsky. El Museo de Geología de la Universidad de Vilna heredó varios minerales y fósiles, mientras que el Museo Zoológico de la Universidad de Vilna heredó algunos de los especímenes zoológicos.

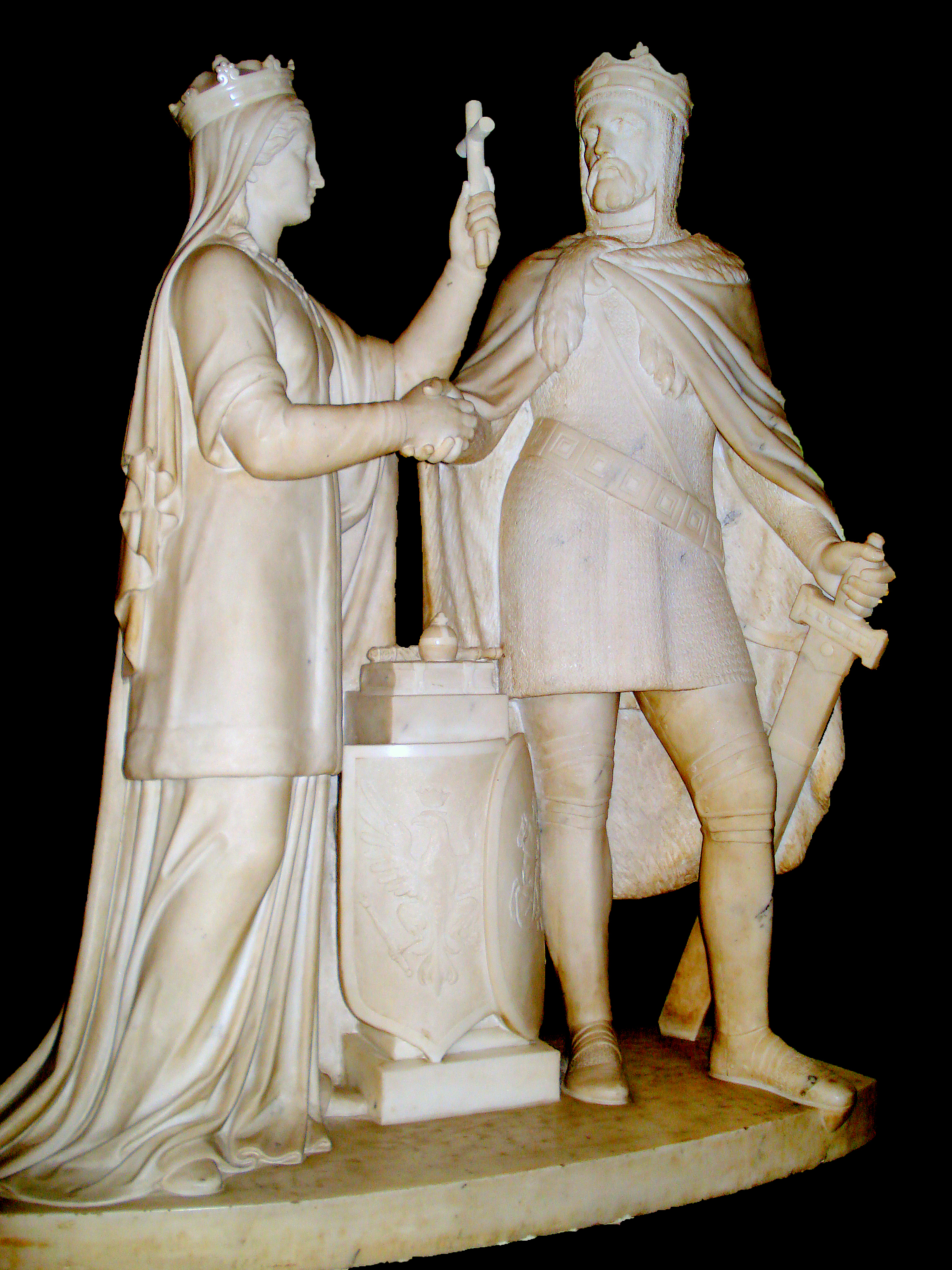
Escultura del rey Władysław II Jagiełło y Jadwiga retirados en 1863 y devueltos a Vilna en 1931

Ya en 1918, activistas, entre ellos Jonas Basanavičius y el Comisario de Asuntos Internos del Pueblo durante el corto período de la RSS de Lituania, comenzaron a trabajar para recuperar las exhibiciones retiradas por Rusia. El Tratado de Paz soviético-lituano de 1920 y la Paz de Riga de 1921 estipularon que Rusia devolvería los objetos de valor culturales e históricos a Lituania y Polonia, respectivamente. Hubo numerosas negociaciones, pero los objetos de valor (incluida la Metrica Lituana ) no fueron devueltos: tanto Polonia como Lituania buscaron los mismos objetos de valor que reclamaban la Región de Vilna y su patrimonio, mientras que Rusia no tenía ningún deseo o incentivo para devolver los artículos. Durante el período de entreguerras, Lituania logró recuperar algunos archivos, pero solo se devolvió un artículo de las antiguas colecciones del Museo de Antigüedades: la escultura del rey Władysław II Jagiełło y Jadwiga.  En 1928, fue transferido a Varsovia y luego en 1931 a Vilna.
Cuando la RSS de Lituania se convirtió en parte de la Unión Soviética, los museólogos lituanos tuvieron un poco más de suerte al obtener los artículos de Rusia. En 1956–1968, el Museo de Historia y Etnografía logró obtener 285 artículos de los museos rusos: 124 artículos (32 retratos, 68 armas, 4 copas, 13 artículos textiles, 6 fajas kontusz y la bandera de Trakai Voivodeship ) del Museo Histórico del Estado en 1956, 158 obras gráficas del Museo Pushkin en 1966 y 3 artículos del Museo Histórico del Estado en 1968. En 1986, los profesores lituanos de la Universidad de Vilna intentaron obtener alrededor de 1,000 muestras de minerales de la Universidad de Odessa (algunos de ellos todavía tenían etiquetas que los identificaban como provenientes de Vilna) pero solo recibieron unos 70 artículos de bajo valor. El tema de la recuperación de los objetos de valor culturales fue revisado después de que Lituania declarara su independencia en 1990. Ya en 1990, el Museo Nacional de Lituania declaró que buscaba recuperar 6.636 artículos numismáticos, 253 retratos, 512 obras gráficas, 400 artículos etnográficos, 142 sellos, así como armas y otros objetos. Sin embargo, la identificación de objetos específicos demostró ser muy difícil (los inventarios del Museo de Antigüedades a menudo son imprecisos o incompletos; los museos rusos a menudo no han conservado la procedencia de sus artículos; hay una falta de interés y financiación del lado lituano) y ningún objeto ha sido devuelto a Lituania desde 1990.